# Számítógéposztályok
A „számítógéptípus” ma a moduláris jellegű személyi számítógépek megjelenésével már nem igazán értelmezhető fogalom, ma már alapvetően alkatrészgyártókról beszélhetünk. E mellett azonban léteznek komplex megoldások, ami a szoftver-hardver-szolgáltatások együttesét jelenti.
A személyi, otthoni számítógépek megjelenése idejében az egyes típusok egységes egészet alkottak, ezért gyártók szerinti elkülönítés, és azon belül típusok szerinti elkülönítés is megvalósítható volt.

## Mikroszámítógépek
A mikroszámítógépek vagy otthoni számítógépek megfizethető, általában nem, vagy limitáltan bővíthető személyi használatra szánt számítógépek. Legismertebb ezek közül a Commodore 64.
Gyártása manapság visszaszorult a hobbi szintre, a személyi számítógépek vették át helyüket. Elsősorban játékok, szoftverek illetve kódszerkesztő programok futtatására voltak alkalmasak. Megfizethető áruk miatt ezen gépek miatt terjedt el háztartásokban, továbbá kisebb cégeknél is a számítógépek. Ugyanakkor jellemző volt rájuk:
- limitált hardver bővíthetőség,
- színes vagy monokróm monitor, vagy ahelyett TV,
- adattárolás floppy lemezen (5,25″) és magnókazettán (analóg vagy digitális adat),
- tömeggyártásra alkalmas billentyűzet, esetenként érintőfólia (például ZX81) vagy más pótmegoldás (például Primo),
- teljes inkompatibilitás más gyártók rendszereivel, részleges kompatibilitás az egyes gyártók sorozatain belül.

Az otthoni számítógépek megjelenésének kezdetén alapvetően két processzor családdal szerelték őket:
- MOS Technology 65xx processzorcsalád
- Z80 processzorcsalád

### Mos Technology 65xx processzorcsaláddal szerelt gépek
Ezen processzorokkal működtek pl. a Commodore és az Atari gépei, ezek közül Magyarországon a Commodore volt az elterjedtebb.

### Z80 processzorcsaláddal szerelt gépek
A Z80 processzorral szerelt gépek voltak az angol Sinclair ZX Spectrum és a széria további gépei, valamint az iskolaszámítógép program keretében életre hívott magyar fejlesztésű számítógépek is.

### Magyar fejlesztésű mikroszámítógépek
Videoton TVC, Primo, HT-1080Z

## Személyi számítógépek
Ide tartoznak a PC-k: desktopok, laptopok, notebookok. Leginkább az x86 processzor család köré csoportosítható.

## Miniszámítógépek
A miniszámítógépek olyan több felhasználós számítógépek, amelyek méretük miatt személyi számítógépként is használhatók. A '70-es, '80-as években ez az osztály egy elszigetelt csoportot alkotott, saját hardverrel és operációs rendszerrel. Modernebb kifejezések a miniszámítógép típusú számítógépekre a midrange számítógép (IBM), a workstation (munkaállomás – Sun Microsystems és általános UNIX/Linux kifejezés) és szerver.

## Középkategóriás számítógépek
Ezek az angolul midrange számítógépek, amelyek a nagyszámítógépek (mainframe) és miniszámítógépek között állnak. Ebbe az osztályba tartoznak pl. az IBM System/38 vagy IBM AS/400 ill. IBM System i gépek.

## Nagyszámítógépek
Az ötvenes évektől napjainkig jelen van a nagyszámítógépek kategóriája. Jellemző rá a magas rendelkezésre állás, hibatűrés, biztonságosság, extrém szerviz funkciók. Elsősorban, bankok, tőzsdék, állami és katonai célú felhasználásuk van. A '80-as években a PC és az alsóbb kategóriák megjelenésével ugyan szűkült a piaca, de még mindig tartják magukat. Ilyenek az IBM mainframe vonala, vagy a régen Tandem Computers ma HP, vagy a szintén a HP-hoz került DEC alpha alapú számítógépei.

## Szuperszámítógépek
A szuperszámítógépek a nagyszámítógépek egy osztálya; rendkívül nagy számítási igényt kielégítő ill. kiugróan nagy teljesítményű számítógépek tartoznak ide. A teljesítmény értékelése idővel változik, pl. a legtöbb egykori szuperszámítógép mára egy közép- vagy alsó kategóriás gép teljesítményét nyújtja. A szuperszámítógépeket 1993 óta a TOP500 projekt keretében rangsorolják. Példák: Cray modellek, IBM Deep Blue (1997-ben 259.), IBM Watson (80 TFLOP-os teljesítményével a 94. helyen állna); újabbak: Tianhe-1A, K computer, IBM Sequoia – ez utóbbi a jelenlegi (2012. június) első helyezett.